# 繁次郎
繁次郎（しげじろう）は、幕末のころ、渡島国の江差（現在の北海道檜山振興局、江差町）に実在したとんち名人である。地名を取って江差の繁次郎と呼ばれる場合が多い。

## 生涯
文化年間の生まれで、40歳を過ぎるまで母親と2人暮らし。寺男や樵、ヤン衆（出稼ぎ漁師）などの職業を転転とした後、明治初期に60歳ほどで死去したといわれる。
身長は5尺（150 cm）に足りない小男で、頭と目と口が異様に大きいという特徴的な容貌だった。大酒のみだが、その一方で牡丹餅など甘いものも大好物だったという。繁次郎のとんちは他人を幸せにするものではなく、自分自身が得をする類のものが多い。

## 繁次郎話
繁次郎にまつわるとんち話を繁次郎話という。江差で語り伝えられていたものが、ヤン衆の口を通じて秋田県の海岸部や米代川流域、男鹿半島、青森県の下北半島など、東北地方に伝播した。後に1952年（昭和27年）、函館新聞の記者・中村純三が同紙に「繁次郎話」を連載し、さらに書籍化されるに至り、「北海道のとんち名人」として広く知られるようになった。

### 主な説話
40ほどの話が伝わっているが、その中でも代表的なものを採り上げた。他地域のとんち者のエピソードと内容が重なるものも多い。また、尾篭な話なども存在する。
キンキラキンノキン
ある時、松前の海で奇妙な魚が獲れた。形はカレイのようだが、金魚のように光るという奇妙な姿だった。珍品として松前藩の殿様に献上されたが、家来衆も町の長老も、誰も名前を知らない。そこで殿様は物知りと評判の繁次郎を召しだし、名を尋ねたところが「その魚の名は、『キンキラキンノキン』でございまする」との答え。あてずっぽうで答えた繁次郎だが、何も知らない殿様はそれを信じ、褒美として10両を下賜した。やがてその魚も干からびた頃、殿様は魚の名を失念してしまい、再度繁次郎を召しだして尋ねた。繁次郎もでまかせで言った魚の名を思い出せず、とっさに「カンカラカンノカン」と答える。それを聞いた殿様は先日の出来事を思い出し、「そちは以前、キンキラキンノキンと申したはずではないか?」繁次郎は慌てることなく、「イカは乾せばスルメと名が変わりまする。キンキラキンノキンの干物を、カンカラカンノカンと申すのでござります。」（落語『てれすこ』の同工違曲）
茹で芋と夫婦喧嘩
繁次郎が隣家をたずねたところ、おかみさんが囲炉裏の鍋で馬鈴薯を茹でていた。彼の意地汚さに困っているおかみさんは、食わすものかと鍋の蓋を閉める。繁次郎は炉辺に座り、興奮した口調で話し始めた。「ああ、ドッテンした（びっくりした）の何の。そこの角の家でとんでもねぇ夫婦喧嘩やっててよ、あんな立ち回りは見た事も聞いたこともねぇ。」面白い噂話を聞きつけたおかみさんは、思わず話に連れ込まれる。「まず、亭主ぁ天秤棒さ持ってカカァさ踊りかかったべ。したらカカァも負けるもんか、こうして鍋の蓋とって受け･･･」。おかみは、思わず自分でも鍋の蓋を開けてしまう。「あんれ、芋でねぇか。ご馳走になるでや」こうして、繁次郎は大鍋の芋をすべて食い尽くしてしまった。
はらわん
借金まみれの繁次郎の家に、借金取りが乗り込んできた。繁次郎はと言えば、この寒さの中なのにふんどし一本の裸で布団に寝そべり、何故か腹に椀を乗せている。そして一言。「はらわん」。借金取りはあきれ果てて帰ってしまった。
草葉の陰
借金で首が回らない繁次郎は、家の戸に「忌中」と書き付けて姿をくらませた。それを見た借金取りは「三途の川さ越えてまで取り返しにはいかれね、香典代わりに帳消しにしてやるべ」と、諦めて帰って行った。ところが数日後、借金取りは山道でピンピンしている繁次郎に出会ってしまう。繁次郎は道の脇の藪に飛び込み、「繁次郎はこの通り、『草葉の陰』だでば!」
くさくってる馬
繁次郎が山道を歩いていると、腐敗臭が漂ってくる。藪の中を見てみると、大きな馬の死骸が転がっていた。繁次郎は馬喰（家畜商人）を見つけ、「いい馬見つけたすけ、買わねか?馬なら、その山ん中で草（くさ）くってら」と商談を持ちかける。やがて話がまとまり、山の中で馬喰が見つけたのは馬の腐乱死体。騙されたと怒鳴り込まれた繁次郎は、「だから言ったべ?臭（くさ）くってら、って」。
鰊潰し
繁次郎は鰊漁場で、鰊潰し（鰊をさばいて、身欠き鰊などを作る作業）に雇われることになった。しかし口では大きなことを言いながら、働こうともしない。業を煮やした親方が怒鳴りつけると、「こだな鰊、一刻で全部潰してやるてば!」などと言うが早いか、大きな木槌で片っ端から鰊を打ち「潰して」しまった。
役人コ
繁次郎は道で出会った役人に、「おいおい、役人コ」と呼びかけた。小馬鹿にされたと感じた役人は烈火のごとく怒り、いまにも無礼討ちをしようという剣幕。繁次郎は平伏し、「尊敬申し上げているからこそ、『役人コ』と申し上げたのでございまする。徳川公、松前公、豊太閤、みな、公、コの字がつきまする。」役人はとたんに機嫌をなおし、意気揚々と帰って行った。繁次郎はペロリと舌を出し、「ヘッ!笑わせるなヤ、木っ端役人コが!」
十人とその他
繁次郎は海産物問屋を丸め込んで金を引き出し、自身でも鰊漁場を経営することになった。手始めに若者を2人雇いいれ、「おめだちにも親からもらった名前があるべども、おらが新しい名前つけてやる。おめは重人（じゅうにん）、おめは其太（そのた）だ」と、それぞれ新しい名前をつける。しばらくして、問屋の親方が「最近はどんな具合だ?」と繁次郎を訪ねて来た。繁次郎は旦那を家の中に招き入れると、外に向かって大声で「ジュウニン浜さ降りれ!ソノタ山さ行って薪取ってこい!」と呼ばわる。「十人」「その他」と勘違いした親方は、何十人もの部下を使う繁次郎の器量にすっかり感心してしまった。

## 江差町の観光と繁次郎
現在、江差町では繁次郎を「郷土の愛すべきキャラクター」として、観光事業に役立てている。
道の駅江差の駐車場敷地内には繁次郎の像が設置され、同道の駅敷地内に設けられた宿泊施設は「繁次郎番屋」と命名されている。
他にも繁次郎の名を冠した菓子や温泉施設、さらにキャラクター化したプリントＴシャツなど、町内各所でさまざまな形の繁次郎を目にすることが出来る。

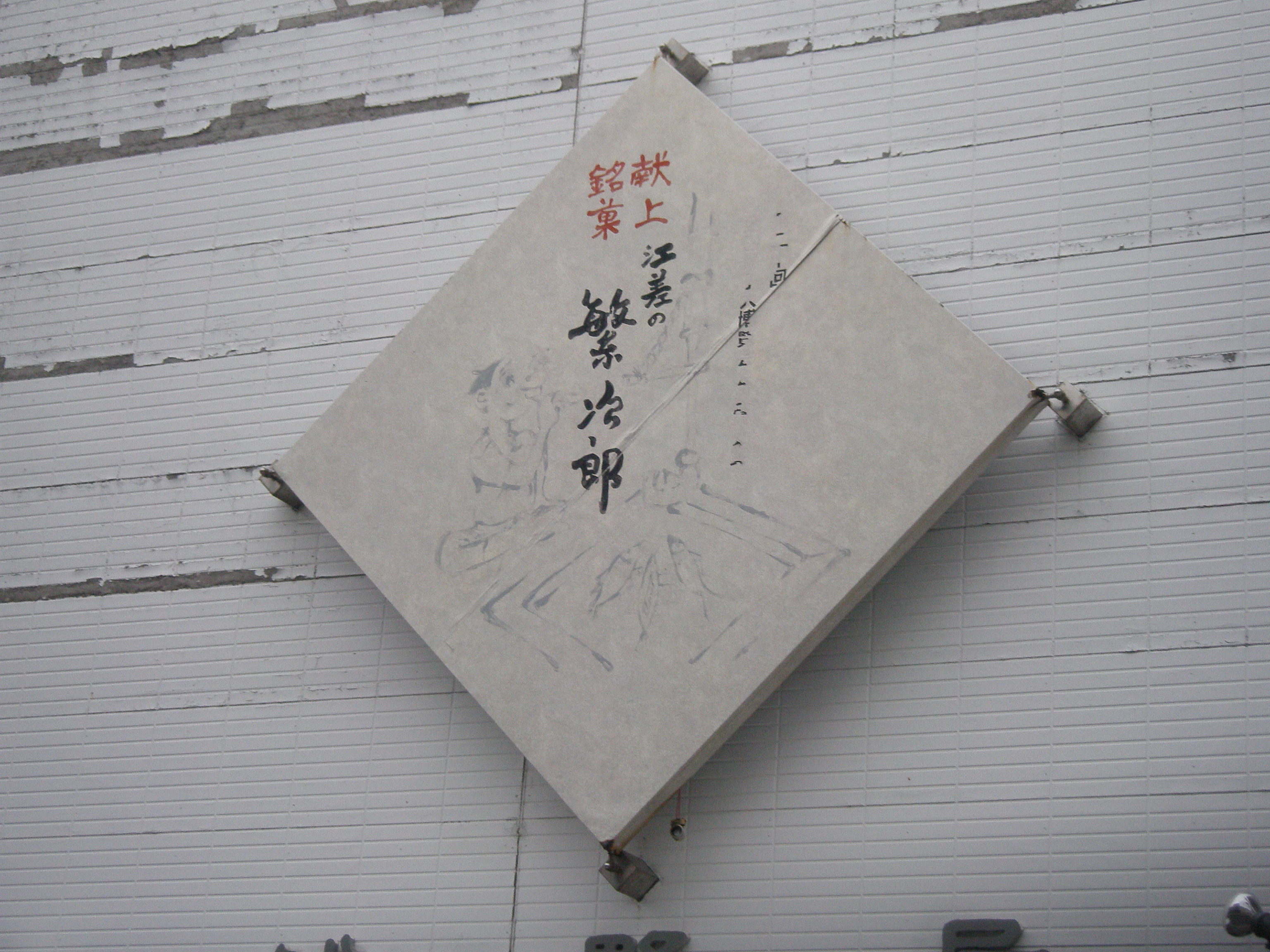
菓子店の看板に使われている繁次郎のイラスト
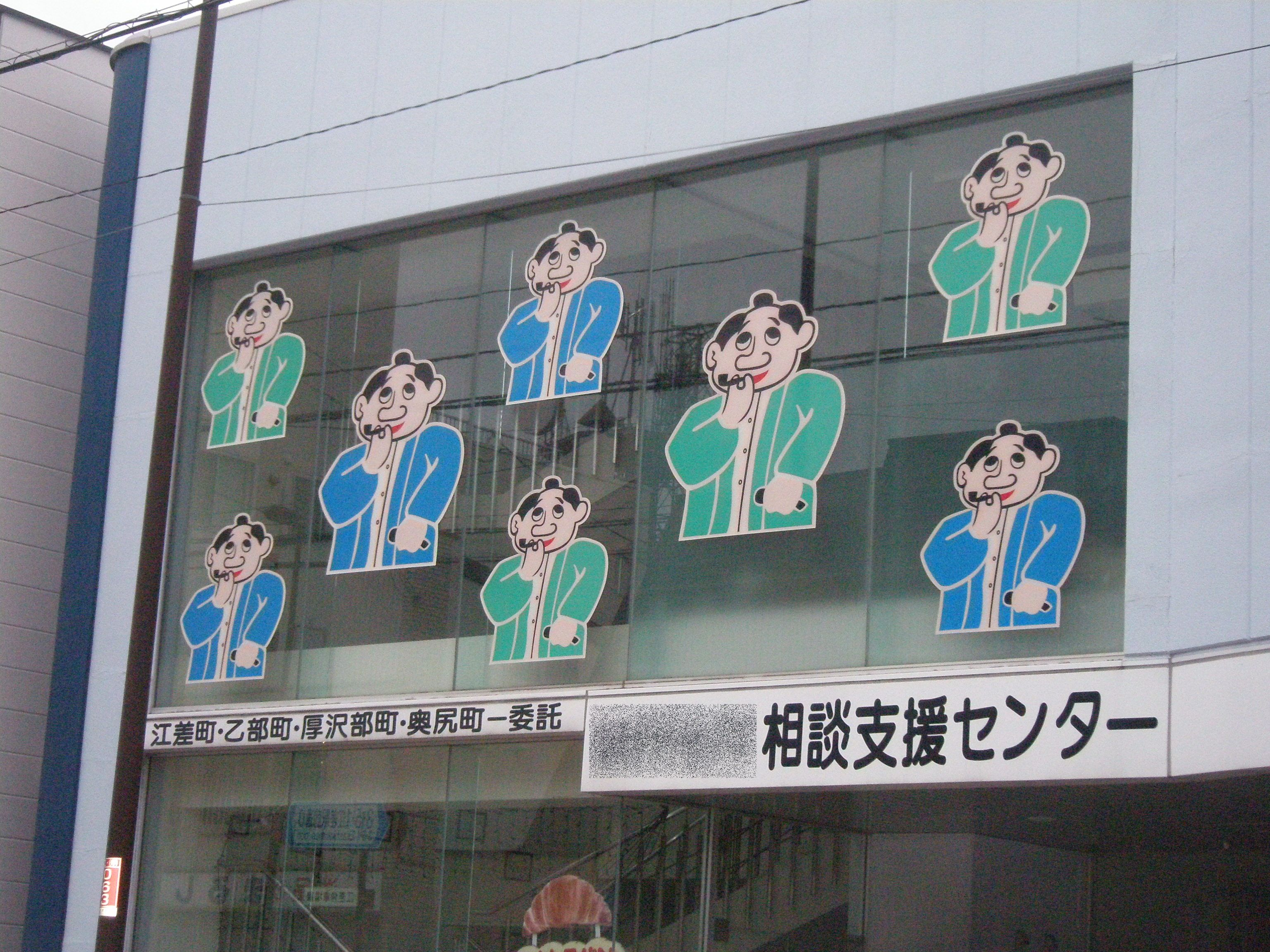
福祉施設に使われている繁次郎のイラスト
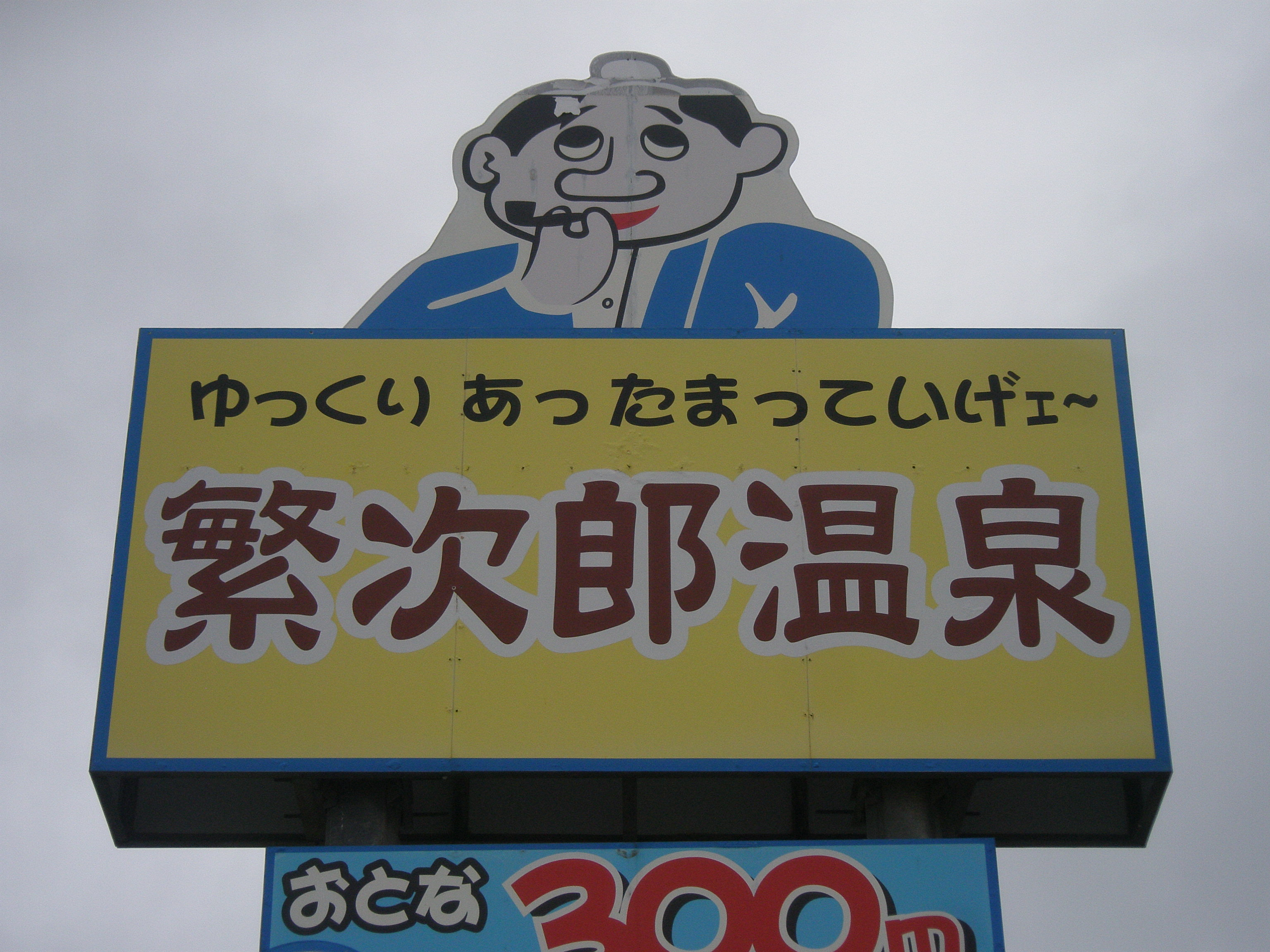
温泉施設の看板に使われている繁次郎のイラスト
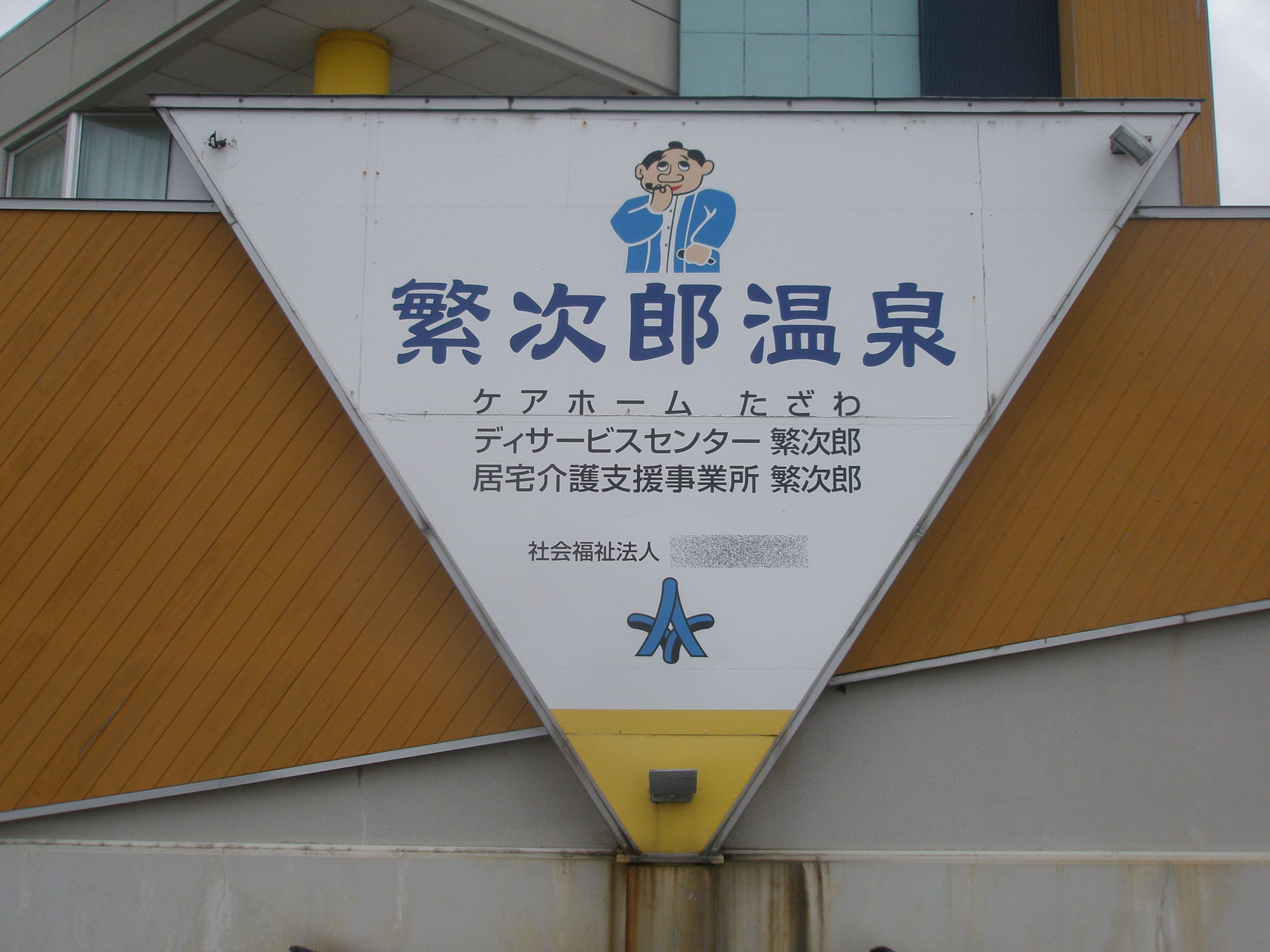
温泉施設と福祉施設の看板に使われている繁次郎のイラスト

2012年（平成24年）2月には、繁次郎をモチーフにしたゆるキャラ「しげっち」が作られ、イベント等に登場している他に、町内各所や函館バス・江差木古内線に使われる専用バス（日野・ポンチョ）等でイラストや像となっている「しげっち」を見る事が出来る。

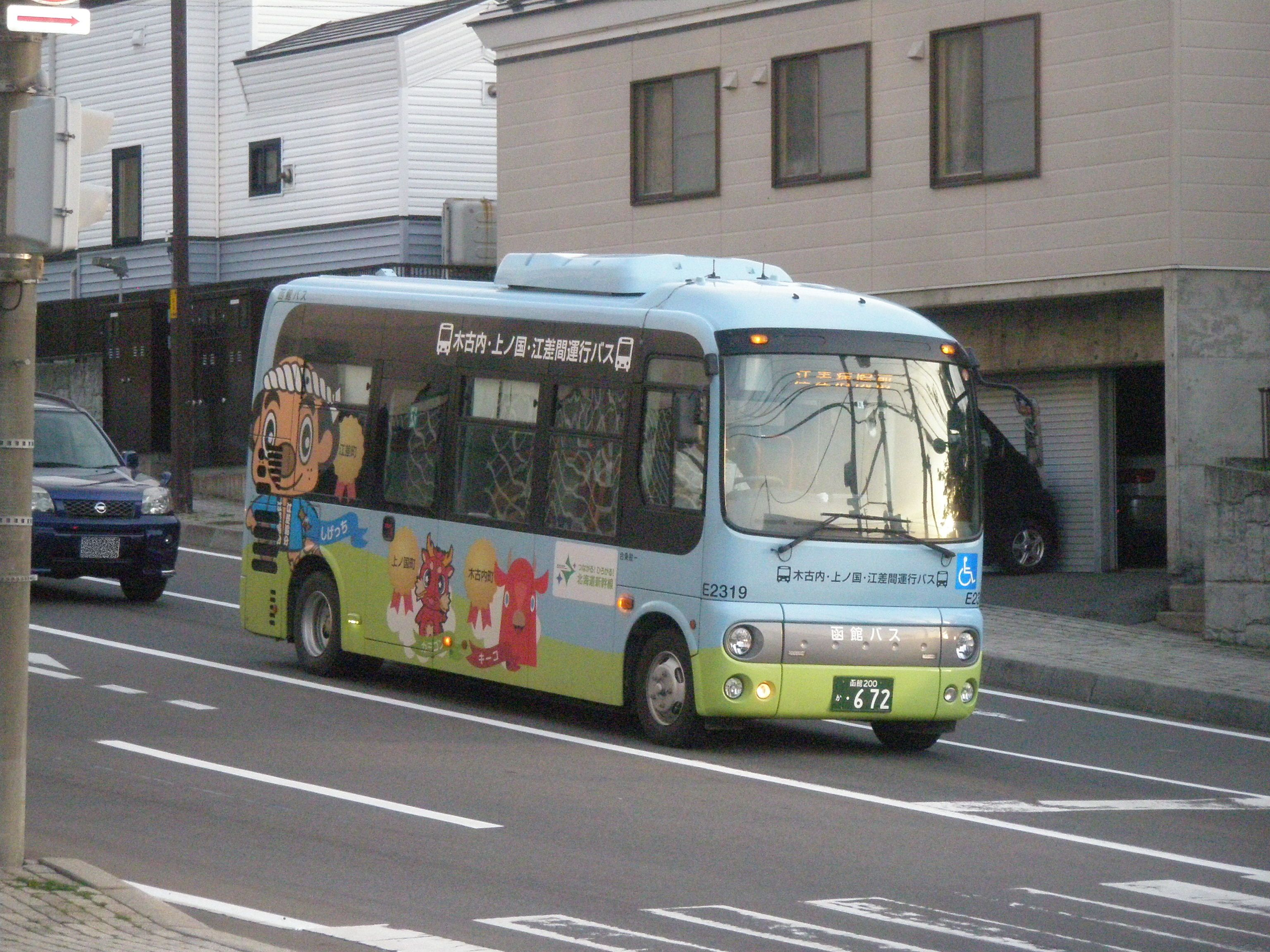
函館バス・江差木古内線・専用の日野・ポンチョに描かれた「しげっち」と沿線のゆるキャラ
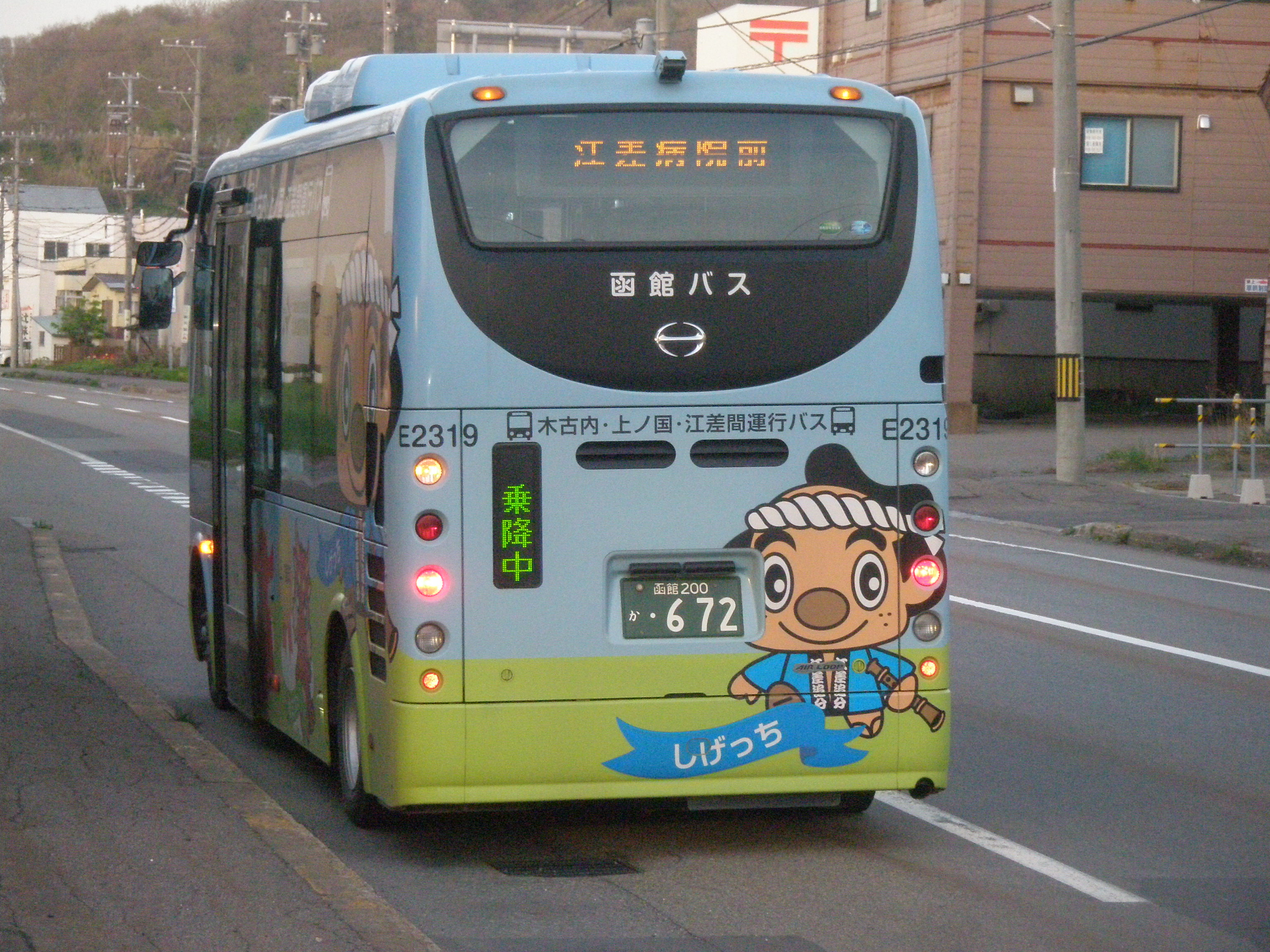
函館バス・江差木古内線・専用の日野・ポンチョ後部に描かれた「しげっち」

## メディア題材
ぐるっと海道3万キロ
NHKの同番組の題材として採り上げられ、『ぐるっと海道3万キロ「繁次郎とソーラン節」 -南北海道・幻の銀麟-』（番組内容：ヤン衆の英雄健在なり）というタイトルにて、総合チャンネルで放送された。(オンエア：1987年6月29日)
風紀行(4)「祈りの海　伝説の島」
NHKにて『ぐるっと海道3万キロ』で放送した各回から、日本の海の姿を抽出し4つのテーマに再構成してリメイクした番組。その第4弾（最終回）として、海に生まれたさまざまな信仰と伝説を選び「人魚伝説」や「海蛇信仰」と共に江差の繁次郎も紹介した。当該番組も総合チャンネルで放送。(オンエア：1987年7月30日)
ほっかいどう百年物語
STVラジオの『ほっかいどう百年物語』にて、「ほっかいどう百年物語　繁次郎」として採り上げられた。ドキュメンタリータッチの朗読形式で構成され、「主人公・繁次郎の知恵と冗談、大ぼら吹きと奇妙な行動の数々は、厳しい労働をいやす活力の源でもあった。」という基本描写で放送された。(オンエア：2001年4月1日))